# Le Sserafim
Le Sserafim (korejsko: 르세라핌)  je južnokorejska dekliška skupina, ki sta jo ustanovila Source Music in Hybe Corporation. Skupino sestavlja pet članov: Sakura, Kim Chae-won, Huh Yun-jin, Kazuha in Hong Eun-chae. Prvotno so imeli šest članov, dokler Kim Ga-ram ni zapustila skupine 20. julija 2022 po prekinitvi njene ekskluzivne pogodbe. Le Sserafim je debitiral 2. maja 2022 z EP-jem Fearless.

## Diskografija

### Albumi
- Unforgiven (2023)

### EP
- Fearless (2022)
- Antifragile (2022)
- Easy (2024)
- Crazy (2024)